# Sebastian Druszkiewicz
Sebastian Druszkiewicz (* 14. června 1986 Zakopane) je česko-polský rychlobruslař.

## Kariéra
Věnuje se dlouhým tratím. Od roku 2002 startoval na polských šampionátech. Na velkých mezinárodních závodech se jako polský reprezentant poprvé představil na podzim 2006, kdy debutoval ve Světovém poháru. V roce 2008 se premiérově zúčastnil Mistrovství světa na jednotlivých tratích. Roku 2010 startoval na Zimních olympijských hrách ve Vancouveru, kde závod na 10 000 m dokončil na 14. místě. Zúčastnil se i následujících ZOH 2014, v Soči se na pětikilometrové trati umístil na 23. příčce, na kilometrové dvojnásobné distanci byl opět čtrnáctý. Za Polsko naposledy startoval na konci roku 2014.
Od začátku roku 2016 reprezentuje Česko. Původně přišel do NOVIS Teamu Petra Nováka jako sparing partner pro Martinu Sáblíkovou, později začal startovat i v závodech. Na Mistrovství Evropy 2017 skončil na 18. místě, na mistrovstvích světa ve víceboji 2017 a 2018 se umístil na posledním 24. místě. Startoval také na Mistrovství Evropy 2019, kde byl šestnáctý.